# نصف الحقيقة

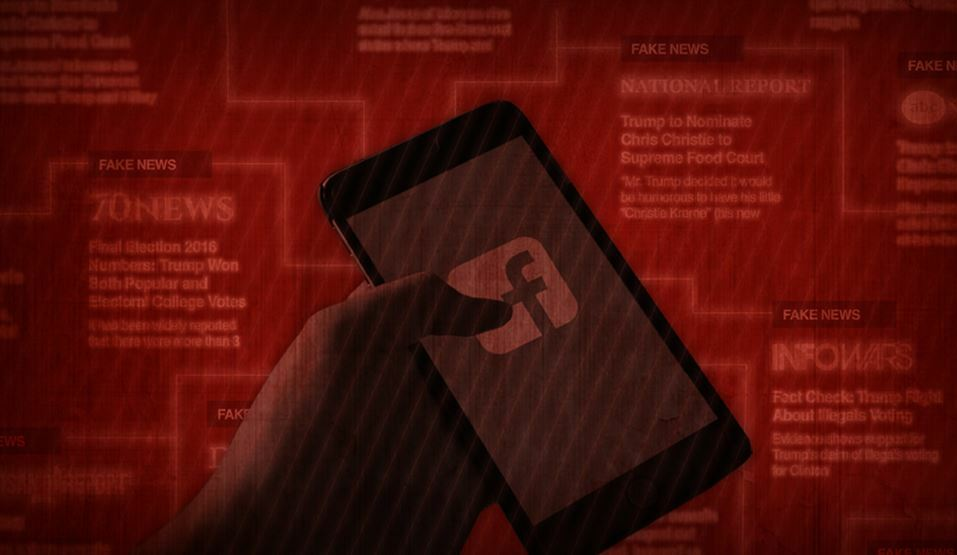

نصف الحقيقة أو الحقيقة الجزئية أو الناقصة (بالإنجليزية: Half-truth) هي بيان خادع يتضمن بعض عناصر الحقيقة. قد يكون البيان صحيحا جزئيا، أو قد يكون صحيحا تماماَ ولكنه يُعبر فقط عن جزء من الحقيقة بأكملها، أو قد يستخدم بعض العناصر الخادعة، مثل علامات الترقيم غير السليمة، أو المعنى المزدوج، خاصة إذا كان القصد هو الخداع أو التهرب أو إلقاء اللوم أو تحريف الحقيقة.